# 里帕利莫萨尼
里帕利莫萨尼（義大利語：Ripalimosani），是意大利坎波巴索省的一个市镇。总面积33平方公里，人口2907人，人口密度88.1人/平方公里（2009年）。ISTAT代码为070059。